# Leptogaster pedunculata
Leptogaster pedunculata är en tvåvingeart som beskrevs av Friedrich Hermann Loew 1847. Leptogaster pedunculata ingår i släktet Leptogaster och familjen rovflugor. Inga underarter finns listade i Catalogue of Life.